# Fraü Gaude
La Fraü Gaude, nommée également Gaue, Gode ou Wode, est, dans le folklore du Mecklembourg, une fée qui, dans une calèche traînée par une meute de chiens, hante la nuit les rues des villages pendant la période qui va de Noël à l'épiphanie. Si elle trouve une porte ouverte, elle envoie l'un de ses chiens à l'intérieur. Le chien gémit continuellement et ne peut pas être chassé. S'il est tué, il se transforme en pierre et revient la nuit suivante. Le chien apporte la malchance au foyer pendant toute une année. Toutefois, ceux qui rendent service à la Frau Gaude sont récompensés par un apport de chance. Dans certains récits, la Frau Gaude mène la chasse sauvage.